# Nippon Professional Baseball
Nippon Professional Baseball (w skrócie NPB) – to zawodowa liga baseballu w Japonii, lokalnie nazywana Puro Yakyū (プロ野球), która zrzesza 12 klubów. Utworzona w 1950 roku po reorganizacji Japanese Baseball League, powstałej w 1934. NPB dzieli się na dwie ligi: Central League i Pacific League. Ich zwycięzcy przystępują do meczów o mistrzostwo zwanych Japan Series (jap. 日本シリーズ Nippon Shiriizu).
Sezon, podczas którego mają miejsce dwa lub trzy Mecze Gwiazd, rozpoczyna się pod koniec marca lub na początku kwietnia i trwa do października. Każdy zespół rozgrywa 144 mecze. W 2004 roku w Lidze Pacyfiku zorganizowano play-offy. W 1. rundzie mierzą się druga i trzecia drużyna tej ligi. W 2. zwycięzca z poprzedniej z najlepszą drużyną Ligi Pacyfiku. Mecze rozgrywane są do trzech zwycięstw. Mistrz Ligi Centralnej przystępuje od razu do Nippon Shiriizu bez konieczności rozgrywania play-offów. W 2005 wprowadzono system rozgrywania meczów między ligowych.
W NPB zasady są prawie takie same jak w Major League Baseball. Wyjątkiem jest reguła rozgrywania meczów w dodatkowych inningach. W sezonie zasadniczym, jeśli wynik jest wciąż nierozstrzygnięty po dwunastej zmianie ogłaszany jest remis. W play-offs mecz może składać się maksymalnie z 15 inningów i przy wyniku remisowym jest powtarzany.
W Lidze Pacyfiku stosowana jest reguła stosowania wyznaczonego pałkarza (ang. designated hitter), podobnie jak w American League, z kolei w Lidze Centralnej do wybijania piłki mianuje się między innymi miotacza, podobnie jak w National League.

## Zespoły
| Klub                         | Miasto          | Stadion                                           | Założony       | W lidze od     |                |                |
| Central League               | Central League  | Central League                                    | Central League | Central League | Central League | Central League |
| ---------------------------- | --------------- | ------------------------------------------------- | -------------- | -------------- | -------------- | -------------- |
| Chunichi Dragons             | Nagoja          | Nagoya Dome                                       | 1936           | 1950           |                |                |
| Hanshin Tigers               | Nishinomiya     | Koshien Stadium                                   | 1935           | 1950           |                |                |
| Hiroshima Toyo Carp          | Hiroszima       | Mazda Stadium                                     | 1950           | 1950           |                |                |
| Tokyo Yakult Swallows        | Shinjuku, Tokio | Meiji Jingu Stadium                               | 1950           | 1950           |                |                |
| Yokohama DeNA BayStars       | Yokohama        | Yokohama Stadium                                  | 1950           | 1950           |                |                |
| Yomiuri Giants               | Bunkyo, Tokio   | Tokyo Dome                                        | 1934           | 1950           |                |                |
| Pacific League               |                 |                                                   |                |                |                |                |
| Chiba Lotte Marines          | Chiba           | QVC Marine Field                                  | 1950           | 1950           |                |                |
| Fukuoka SoftBank Hawks       | Fukuoka         | Fukuoka Yahoo! Japan Dome                         | 1938           | 1950           |                |                |
| Hokkaido Nippon-Ham Fighters | Sapporo         | Sapporo Dome                                      | 1946           | 1950           |                |                |
| Orix Buffaloes               | Osaka           | Osaka Dome oraz Kobe Sports Park Baseball Stadium | 1936           | 1950           |                |                |
| Saitama Seibu Lions          | Tokorozawa      | Seibu Dome                                        | 1950           | 1950           |                |                |
| Tohoku Rakuten Golden Eagles | Sendai          | Miyagi Baseball Stadium                           | 2005           | 2005           |                |                |